# Station Cigombong
Cigombong is een spoorwegstation in Sukabumi, West-Java, Indonesië.